# Lockheed X-17

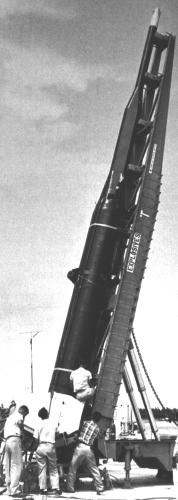
Die Lockheed X-17 auf der Abschussrampe

Die Lockheed X-17 war eine dreistufige Feststoffrakete zur Erforschung des Wiedereintritts bei hohen Mach-Zahlen, die ab 1956 eingesetzt wurde. Die erste Raketenstufe trug die X-17 auf eine Höhe von 27 km, bevor sie ausbrannte, wonach die X-17 ihren Flug bis auf 400 km Höhe fortsetzte. Auf der maximalen Höhe angelangt, drehte die X-17 ihre Nase nach unten und zündete die zweite Stufe, und kurz vor dem Wiedereintritt die dritte Stufe. Die Höchstgeschwindigkeit auf dem Weg Richtung Erde betrug Mach 14,5.
Im Rahmen der Operation Argus wurden im August und September 1958 drei modifizierte X-17-Raketen vom Seeflugzeugtender Norton Sound im Südatlantik gestartet, um jeweils eine Atombombe von 1,7 Kilotonnen TNT-Äquivalent Sprengkraft außerhalb der Atmosphäre zu zünden. Die Explosionen fanden in Höhen von 160 bis 750 km statt und führten zur zeitweiligen Entstehung eines künstlichen Strahlungsgürtels. Im Unterschied zur ursprünglichen X-17 wurden bei diesen Versionen alle drei Stufen direkt hintereinander beim Aufstieg gezündet.
Weitere modifizierte X-17-Raketen dienten der Technologieentwicklung der U-Boot-gestützten Polaris-Rakete. Lockheed plante nach Abschluss der X-17-Missionen, die Rakete unter dem Namen Pegasus als Höhenforschungsrakete anzubieten.

## Aufbau
Die X-17 besaß einen Sergeant-Raketenmotor als erste Stufe. Die zweite Stufe bestand aus einem Dreifachblock von Recruit-Raketenmotoren. Eine einzelne Recruit-Rakete bildete schließlich die dritte Stufe. Die X-17 besaß keine Lenkung und wurde durch Spinstabilisierung auf ihrer Flugbahn gehalten. Die Drehbewegung des Flugkörpers um seine Längsachse wurde durch zwei kleine, abwerfbare Raketenmotoren nach dem Verlassen der Startrampe initialisiert.

## Technische Daten
| Kenngröße            | Daten    |
| -------------------- | -------- |
| Länge                | 12,3 m   |
| Spannweite           | 2,3 m    |
| Durchmesser 1. Stufe | 0,79 m   |
| Durchmesser 2. Stufe | 0,43 m   |
| Durchmesser 3. Stufe | 0,25 m   |
| Gewicht              | 5.400 kg |
| Reichweite           | 217 km   |
| maximale Flughöhe    | 400 km   |